# Алварејдо (Тексас)
Алварејдо (енгл. Alvarado) град је у америчкој савезној држави Тексас. По попису становништва из 2020. у њему је живело 4.739 становника.

## Демографија
Према попису становништва из 2010. у граду је живело 3.785 становника, што је 497 (15,1%) становника више него 2000. године.
| Група             | 2000.         | 2010.         |
| Белци             | 2.392 (72,7%) | 2.707 (71,5%) |
| Афроамериканци    | 235 (7,1%)    | 210 (5,5%)    |
| Азијати           | 14 (0,4%)     | 18 (0,5%)     |
| Хиспаноамериканци | 607 (18,5%)   | 761 (20,1%)   |
| Укупно            | 3.288         | 3.785         |